# Nanchang Bayi Stadium
Nanchang Bayi Stadium (chiń. 南昌八一体育场; pinyin Nánchāng Bāyī Tǐyùchǎng) – wielofunkcyjny stadion w Nanchang, w Chinach. Obiekt może pomieścić 26 000 widzów. Swoje spotkania rozgrywa na nim drużyna Nanchang Hengyuan.